# Jógvan Arge
Jógvan Arge [ˈjɛgvan] (* 17. Juni 1947 in Tórshavn) ist ein färöischer Schriftsteller, republikanischer Politiker und Journalist. Er war Programmdirektor des färöischen Rundfunks und hat als Autor unter anderem färöische Geschichtsbücher geschrieben. Jógvan Arge sitzt seit 2001 im Gemeinderat von Tórshavn und ist seit einigen Jahren stellvertretender Bürgermeister.
Er ist Vater des färöischen Sportlers Uni Arge sowie Bruder des Politikers Magni Arge.

## Leben
Jógvan wird 1947 als Sohn des Rundfunkdirektors Niels Juel Arge (1920–1995) und Petra (* 1922, geborene Gregersen aus Syðrugøta) in der färöischen Hauptstadt Tórshavn geboren. Er ist seit 1965 mit Marita Súsanna (geb. Niclasen) verheiratet und hat mit ihr drei Kinder: Niels Juel Jógvanson (1966), Uni Jógvanson (1971) und Jóhanna (1972).
Bereits 1965 ist er im färöischen Radio seine erste Fußballreportage am moderieren – als Ersatz für seinen Vater. Seitdem begleitet er den färöischen Fußball regelmäßig. Seine Landsleute bezeichnen ihn heute als den „besten Fußballreporter der Welt.“ Fans verweisen gerne auf seine Rolle beim Fußballländerspiel Färöer-Österreich 1990.
1966 macht Jógvan sein neusprachliches Abitur am Gymnasium Tórshavn, beginnt in Kopenhagen eine journalistische Ausbildung bei der dänischen Nachrichtenagentur Ritzau und studiert bis 1970 an der Journalistenhochschule in Aarhus. Direkt im Anschluss wird er von seinem heimatlichen Sender Útvarp Føroya angestellt. Von 1979 bis 1989 leitete er dort die Nachrichtenredaktion und ist seitdem Programmdirektor.
Von 1978 bis 1980 war Jógvan Arge auch Präsident des Ítróttasamband Føroya (Färöischer Sportbund), dessen stellvertretender Chef er bereits vorher war. Daneben ist er Redakteur diverser Zeitschriften gewesen.
Seit 2001 sitzt er als Kommunalpolitiker für die republikanische Tjóðveldisflokkurin im Rat der Kommune Tórshavn und wurde 2004 als erfolgreichster Kandidat wieder gewählt. Tórshavn gilt als Hochburg dieser Partei, und hier war er bereits in den 1960ern Vorsitzender ihrer Jugendorganisation. Von 2002 bis 2004 war er auch Abgeordneter im Løgting, dem Landesparlament.
Jógvan Arge war dazu von 2005 bis 2008 auch stellvertretender Bürgermeister von Tórshavn. Seit Ende 2012 hat er diesen Posten wieder inne.
Jógvan Arge beschäftigt sich wie sein Vater in seinem Werk intensiv mit historischen Themen des Landes. Mit Teir tóku land, Føroyingar í Grønlandi legte er ein Standardwerk über die Geschichte der färöischen Beziehungen zu Grönland vor, das von seinem Vater begonnen wurde. Es schildert die Umstände der Fischerei in diesen arktischen Gewässern und u. a. die Rolle der dortigen Siedlung Føroyingahavn.
Daneben hat Jógvan Arge diverse Hörspiele internationaler Autoren ins Färöische übersetzt.

## Werkverzeichnis
(alle Titel in färöischer Sprache)
- 16 tættir, 1980 (16 Satiren)
- Bankabókin, Sjóvinnubankin 50 ár (zusammen mit Niels Juel Arge), 1983 (50 Jahre Sjóvinnubank)
- Gott, skjótt og bíligt, P/F Leif Mohr 50 ár, 1985
- Tórshavnar Skipasmiðja 50 ár, 1986 (50 Jahre Tórshavner Werft)
- Frá snørisfiski til alilaks, Føroya Fiskasøla 1948-1988, 1988
- Semjur og stríð, Føroya Arbeiðsgevarafelag 50 ár, 1993 (50 Jahre Arbeitgeberverband der Färöer)
- Havnarmenn í Gundadali, Havnar Bóltfelag 1904-1994, 1994 (90 Jahre HB Tórshavn. illustriert von Jákup Pauli Gregoriussen)
- Neyðugt er at sigla, Føroya Skipara & Navigatørfelag 100 ár, 1995 (100 Jahre Schiffahrtsgesellschaft der Färöer)
- Ljós yvur landið, SEV 50 ár, Tórshavn 1996 (50 Jahre Elektrizitätswerk Vestmanna)
- Teir tóku land, Føroyingar í Grønlandi, Bände 2–8, 1997–2003 (Standardwerk zur Geschichte Färöer-Grönland, illustriert von Anker Eli Petersen)